# Sumbe
Sumbe è una città dell'Angola, capoluogo della provincia di Cuanza Sud, con una popolazione di circa 50.458 abitanti.
Amministrativamente è uno dei 36 comuni (comunas) della provincia.
Fino al 1975 la città si chiamava Novo Redondo.